# Eu-
eu- er et græsk og internationalt præfiks, som udtryk for at noget er godt, smukt, ægte eller sundt. modsat dys-. Dette præfisk bruges eksempelvis i ordene eufemisme, eufori, eugenik og eutanasi.
En variant af dette præfiks er ev-, f.eks. evangelium.
| Sprog | Spire Denne artikel om sprog er en spire som bør udbygges. Du er velkommen til at hjælpe Wikipedia ved at udvide den. |